# Galbarros
Galbarros es una localidad, una entidad local menor y un municipio situados en la provincia de Burgos, comunidad autónoma de Castilla y León (España), comarca de La Bureba, partido judicial de Briviesca, ayuntamiento del mismo nombre.

## Geografía
Municipio situado al este de La Bureba y en la divisoria entre las cuencas atlántica, arroyo de San Pedro, y mediterránea, arroyo del Diablo. Carretera local BU-V-5006.
El municipio comprende cuatro entidades locales menores que son: Ahedo de Bureba, Caborredondo, Galbarros y San Pedro de la Hoz. El alcalde pedáneo de Galbarros es Julián Cuesta Lucas del Partido Popular y la pedanía tiene 12 habitantes (2008).

### Municipios limítrofes
- Al norte con Rublacedo de Abajo y Rojas.
- Al este con Salinillas de Bureba, Briviesca y Reinoso.
- Al sur con Monasterio de Rodilla, Santa Olalla de Bureba, Quintanavides y Castil de Peones.
- Al oeste con Monasterio de Rodilla.

Tiene un área de 31,87 km².

## Demografía
Galbarros cuenta con una población de 27 habitantes (INE 2024).
| Gráfica de evolución demográfica de Galbarros entre 1842 y 2021 |
| |
| Población de derecho según los censos de población del INE. Población de hecho según los censos de población del INE.Entre el censo de 1857 y el anterior, crece el término del municipio porque incorpora a Caborredondo y San Pedro de la Hoz. Entre el censo de 1877 y el anterior, crece el término del municipio porque incorpora a Ahedo de Bureba. |

| 1991 |  | 1996 |  | 2001 |  | 2004 |
| ---- |  | ---- |  | ---- |  | ---- |
| 31   |  | 32   |  | 33   |  | 31   |

## Historia
Villa, en la cuadrilla de Prádano, una de las siete en que se dividía la Merindad de Bureba perteneciente al partido de Bureba, jurisdicción de realengo con regidor pedáneo.
A la caída del Antiguo Régimen queda constituida como ayuntamiento constitucional del mismo nombre en el partido de Briviesca, región de Castilla la Vieja, contaba entonces con 35 habitantes.

### Descripción en el Diccionario Madoz
Así se describe a Galbarros en el tomo VIII del Diccionario geográfico-estadístico-histórico de España y sus posesiones de Ultramar, obra impulsada por Pascual Madoz a mediados del siglo XIX:

GALBARROS: villa con ayuntamiento en la provincia, diócesis, audiencia territorial y capitanía general de Burgos (5 ½ leguas), partido judicial y administración de rentas de Briviesca (2). Situada en una ladera dominando un valle, donde le combaten todos los vientos menos el N, del cual se halla resguardado. Tiene 20 casas de un solo piso, de mala construcción y distribución interior; una escuela de ambos sexos frecuentada por 14 alumnos, cuyo maestro que desempeña también el cargo de sacristán, está dotado con 300 reales; una casa municipal a teja vana que sirve al mismo tiempo para depósito de vino, cárcel y escuela; una iglesia parroquial (la Natividad de Nuestra Señora), unida a la de Caborredondo, estando ambas servidas por un solo cura y un sacristán; y por último un cementerio que no perjudica la salud pública. Confina el término N Buezo; E Briviesca y Salinillas de Bureba; S Caborredondo, y O Ahedo. El terreno participa de monte y llano, formando aquel un carrascal de ½ legua de largo y ¼ de ancho; lo restante del terreno es pedregoso y poco productivo; le atraviesa de S a N un arroyo de escaso caudal pero de buena calidad, de cuyas aguas se surten los vecinos para sus usos y para los ganados; el cual después de pasar por esta población y San Pedro de la Hoz, se une al que nace en Santa Casilda a distancia de una legua. Caminos: los de pueblo a pueblo. Producciones: trigo, centeno, avena y algunos pastos; ganado lanar, yeguar y cabrío, de todos en corto número; y caza de perdices, liebres y muchos raposos. Industria: la agrícola y un molino harinero al que dan impulso las aguas del citado arroyo. Población: 14 vecinos, 35 almas. Capital productivo: 265.000 reales. Imponible: 24.846. Contribución: 819 reales y 11 maravedíes. El presupuesto municipal asciende a 2.600 reales, y se cubre con los productos de la leña de un monte bajo, y el déficit por reparto vecinal, contribuyendo a cubrir dicho presupuesto los pueblos de Caborredondo, Ahedo y San Pedro de la Hoz, que forman ayuntamiento con la villa que se describe y del cual es cabeza.
Diccionario geográfico-estadístico-histórico de España y sus posesiones de Ultramar

## Parroquia
Iglesia católica de la Natividad de Nuestra Señora, dependiente de la parroquia de Buezo en el Arciprestazgo de Oca-Tirón, diócesis de Burgos